# St Columb Road (stacja kolejowa)
St Columb Road – stacja kolejowa we wsi  St Columb Road, w hrabstwie Kornwalia, 4 km na południe od Newquay. 

## Ruch pasażerski
Stacja obsługuje ok. 2662 pasażerów rocznie (dane za okres od kwietnia 2021 do marca 2022) (dane ze sprzedaży biletów). Posiada połączenie z Par, Newquay linią Cornish Main Line. Serwis obsługiwany jest wahadłowo, siedem razy dziennie.